# نوجة دة سفلي
نوجة دة سفلي هي قرية في مقاطعة كليبر، إيران. عدد سكان هذه القرية هو 146 في سنة 2006.